# Lugang (sockenhuvudort i Kina, Jiangxi Sheng, lat 27,40, long 115,62)
Lugang är en sockenhuvudort i Kina. Den ligger i provinsen Jiangxi, i den sydöstra delen av landet, omkring 140 kilometer söder om provinshuvudstaden Nanchang. Antalet invånare är 13 119. Befolkningen består av 6 122 kvinnor och 6 997 män. Barn under 15 år utgör 20,0 %, vuxna 15-64 år 72 %, och äldre över 65 år 6,0 %.
Runt Lugang är det ganska tätbefolkat, med 139 invånare per kvadratkilometer. Närmaste större samhälle är Daifang, 18,4 km nordost om Lugang. I omgivningarna runt Lugang växer huvudsakligen savannskog.
Genomsnittlig årsnederbörd är 2 221 millimeter. Den regnigaste månaden är juni, med i genomsnitt 358 mm nederbörd, och den torraste är oktober, med 20 mm nederbörd.